# Ursula G. T. Müller
Ursula G. T. Müller (* 1944) war bis 1999 Staatssekretärin im Ministerium für Frauen, Jugend, Wohnungs- und Städtebau von Schleswig-Holstein.

## Leben
Zunächst studierte Müller ab 1963 Mathematik und Physik an der Johann Wolfgang Goethe-Universität Frankfurt am Main und erlangte darin 1967 die Promotion. Der anschließende fünfjährige Forschungsaufenthalt an der University of Pennsylvania brachte sie eigenen Angaben zufolge zum Feminismus.
Zurück in Deutschland studierte sie von 1972 bis 1979 Soziologie, Politologie und Psychologie an der Justus-Liebig-Universität Gießen. Ihre soziologische Magister-Arbeit behandelte die „Sexualmoral im Spätkapitalismus“. Anschließend arbeitete sie in einem kommunalen Frauenhaus, war als wissenschaftliche Mitarbeiterin am Zentrum für Psychosomatische Medizin der Universität Gießen tätig und wirkte später als Gleichstellungsbeauftragte der Stadt Hannover. 1996 wurde sie für Bündnis 90/Die Grünen als Staatssekretärin unter der Ministerin Angelika Birk in die zweite Landesregierung von Heide Simonis nach Kiel berufen.
Seit 1999 im Ruhestand engagiert sie sich heute bei Attac.

## Schriften (Auswahl)
Monografien:
- Die Wahrheit über die lila Latzhosen. Höhen und Tiefen in 15 Jahren Frauenbewegung. Psychosozial-Verlag, Gießen 2004, ISBN 3-89806-259-7.
- Stolz oder Vorurteile – wie halten wir's mit dem Feminismus? Die neue Frauenbewegung – Bilanz aus vier Jahrzehnten. Crago-Verlag, Weikersheim 2007, ISBN 978-3-937440-43-9.
- Globalisierung: Globalisierung für AnfängerInnen – Anfänge der Globalisierung. Magazin-Verlag, Kiel 2008, ISBN 978-3-925900-04-4.
- Dem Feminismus eine politische Heimat – der Linken die Hälfte der Welt. Die politische Verortung des Feminismus. VS Verlag für Sozialwissenschaften, Wiesbaden 2012, ISBN 978-3-531-19452-3.

Aufsätze:
- Ein bisschen Männerhaß steht jeder Frau! – Rückblick und Ausblick auf das Verhältnis der Frauenbewegung zu den Männern. In: Christine Eifler (Hrsg.): Ein bisschen Männerhaß steht jeder Frau. Erfahrungen mit Feminismus. Christoph Links Verlag, Berlin 1991, ISBN 3-86153-021-X, S. 130–150.
- Ein Geschlechterkampf in vier Runden – Rückblick auf fünfunddreißig Jahre Frauenbewegung und Frauenpolitik. In: Beiträge zur feministischen Theorie und Praxis. Band 66/67, 28. Jahrgang, Köln 2005, S. 67–84.